# Khoudadate bey Malik-Aslanov
Khoudadate bey Malik-Aslanov (en azéri : Xudadat bəy Malik-Aslanov) (né à Taynaq en avril 1879 et mort à Bakou le 23 juillet 1935) est un homme politique et professeur d'université azerbaïdjanais.

## Jeunesse
Malik-Aslanov est né dans une riche famille noble du village de Tainag, dans le gouvernement d'Elisavetpol de l'Empire russe (aujourd'hui un village du raion d'Ağcabədi, en Azerbaïdjan). Après avoir obtenu son diplôme de la Choucha Realschule en 1899, il est parrainé par le philanthrope Zeynalabdin Taghiyev pour entrer à l'Institut des transports ferroviaires de Saint-Pétersbourg. Il est diplômé de l'institut avec les honneurs en 1904. 
Il a ensuite été envoyé au pionnier du chemin de fer Saint-Pétersbourg-Vologda. En 1905, Malik-Aslanov se vit confier un poste dans le département des chemins de fer transcaucasiens à Tbilissi, dont il devint bientôt le président. Il a obtenu un doctorat degré après avoir publié plus de 10 ouvrages sur les communications ferroviaires.

## Carrière en République démocratique d'Azerbaïdjan
Après la révolution de février 1917, le gouvernement provisoire russe a nommé Malik-Aslanov commissaire aux communications de la Transcaucasie. En avril 1918, il devint ministre des Communications par chemins de fer de la République fédérative démocratique transcaucasienne nouvellement établie et de courte durée, assise à Tbilissi. Après la dissolution de la fédération en mai 1918, Malik-Aslanov occupa le même poste en République démocratique d'Azerbaïdjan dans quatre des cinq cabinets.
Il était l'un des membres du Conseil national azerbaïdjanais qui avait signé la déclaration d'indépendance du 28 mai 1918 proclamant la souveraineté de l'Azerbaïdjan et était devenu l'un des membres du Parlement de l'État nouvellement créé. En 1919, Malik-Aslanov fut également choisi pour faire partie du comité d'État de la défense et du comité spécial de la romanisation de l'alphabet azéri. Il a initié la création d'un établissement d'enseignement supérieur bilingue azéri-russe pour former des spécialistes dans le domaine des communications ferroviaires (réorganisé par la suite en collège de Bakou). Il n'a rejoint aucun parti au cours de sa carrière politique pré-soviétique.

## Carrière en Azerbaïdjan soviétique
De 1921 à 1930, Koudadat bey Malik-Aslanov a été doyen de la faculté de génie des bâtiments de l'Institut polytechnique azerbaïdjanais. Il était également chef du département des communications ferroviaires du Soviet suprême de l'économie nationale d'Azerbaïdjan. Malik-Aslanov a participé à la construction d'un chemin de fer reliant Bakou à Julfa et à l'introduction du premier elektrichka en Union soviétique, qui s'est déroulé en Azerbaïdjan. En 1929, il proposa d'établir un système de métro à Bakou (le projet fut réalisé en 1967).

## Famille
En 1906, Khoudadate bey Malik-Aslanov épouse Maria Alexandrova, fille de son propriétaire à Saint-Pétersbourg. Ils n'ont pas eu d'enfants et ont adopté les fils de la sœur de Malik-Aslanov, Khurchid.

## Arrestation et mort
Comme beaucoup d'autres personnes impliquées dans les affaires politiques de la République démocratique d'Azerbaïdjan en 1918-1920, Malik-Aslanov était l'objet de persécutions staliniennes. Il fut arrêté pour la première fois en 1930, mais fut libéré à la demande de Mir Jafar Baghirov en 1933. En août 1934, Malik-Aslanov fut à nouveau arrêté pour ne pas avoir purgé sa peine de cinq ans d'emprisonnement. En 1935, il mourut à la prison de Bailov. Selon la version officielle, Malik-Aslanov serait mort de causes naturelles. Le corps de Malik-Aslanov n'a jamais été montré à sa famille et a été enterré dans une fosse commune dans la banlieue de Bakou. Il a été officiellement exonéré en 1959.